# Alexandra Silk
Alexandra Silk (Long Beach, 19 settembre 1963) è un'attrice pornografica e regista statunitense; è stata inserita nella AVN Hall of Fame nel 2008 e nella XRCO Hall of Fame nel 2013.

## Biografia
Dopo essersi laureata alla State University di New York, ha iniziato la sua carriera da spogliarellista a Las Vegas. Durante questo periodo ha incontrato la pornostar Jenna Jameson che le ha consigliato di entrare nell'industria a luci rosse, anche grazie all'aiuto di Ron Jeremy che l'ha presentata a professionisti del settore. 
Nel 2018 è apparsa nel documentario pornografico "After Porn Ends 3".

## Vita privata
Ha sposato il collega Luc Wilder.

## Riconoscimenti
- AVN Awards
  - 2008 – Hall of Fame[9]

- XRCO Awards
  - 2013 – Hall of Fame[10]